# Wielka Rycerzowa

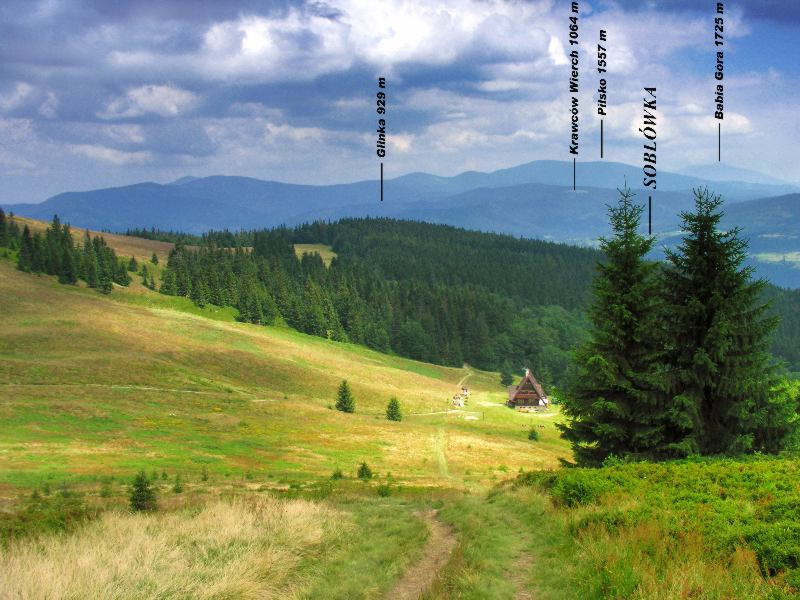
Widok z Wielkiej Rycerzowej w stronę hali. W oddali bacówka

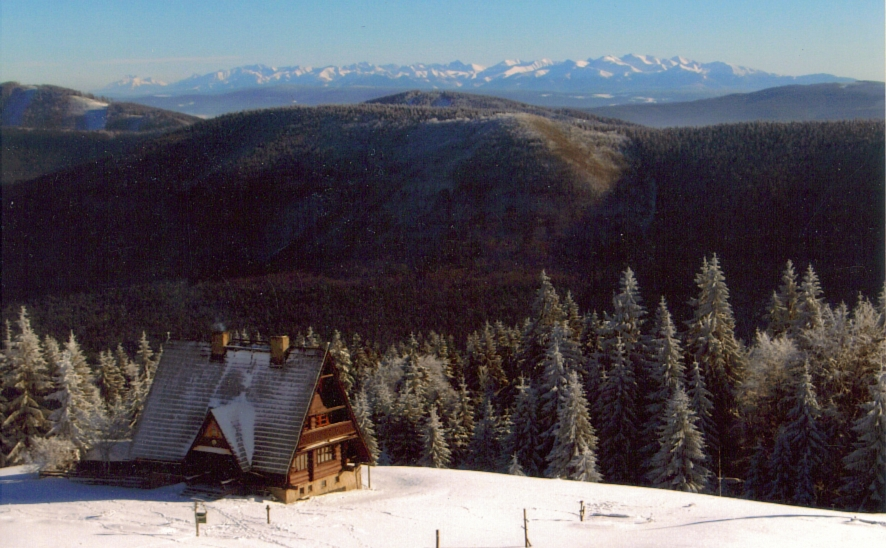
Panorama Tatr z Rycerzowej

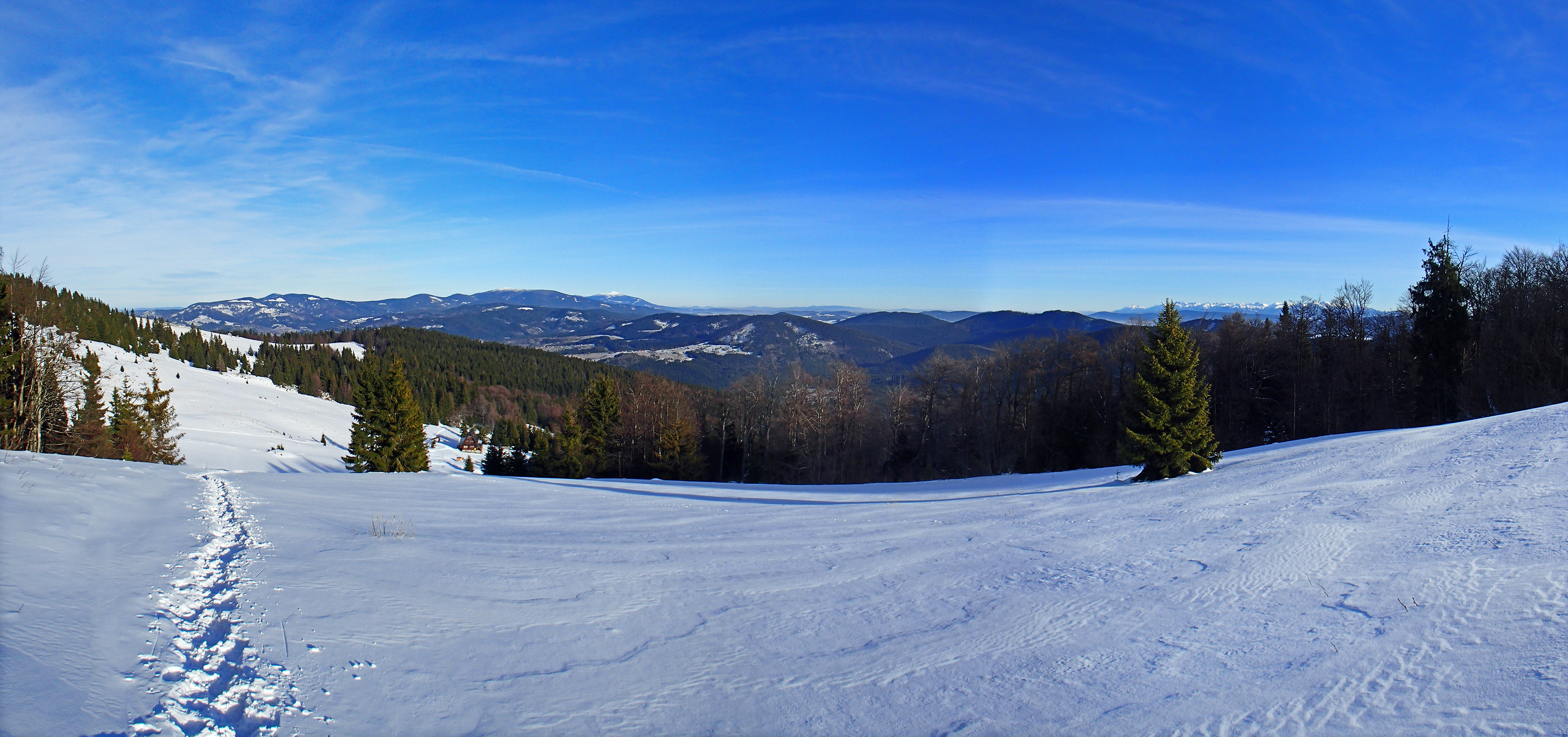
Zimowa panorama na Beskid Żywiecki oraz Tatry spod szczytu Wielkiej Rycerzowej

Wielka Rycerzowa (słow. Rycierova hora, 1226 m) – szczyt należący do Grupy Wielkiej Raczy w Beskidzie Żywiecko-Kisuckim (po słowackiej stronie są to Kysucké Beskydy). Dawniej, m.in. w „Przewodniku po Beskidach Zachodnich” Kazimierza Sosnowskiego, występował pod nazwą Bukowina. Przez szczyt przebiega Wielki Europejski Dział Wodny (między zlewiskiem Bałtyku i Morza Czarnego) oraz granica polsko-słowacka.

## Topografia
Wielka Rycerzowa znajduje się w głównej grani, pomiędzy Majcherową (1105 m) a przełęczą Przysłop. Jest zwornikiem dla bocznego północno-wschodniego, krętego grzbietu, który poprzez Małą Rycerzową (1207 m), Wiertalówkę, Kotarz i Muńczoł ciągnie się aż do doliny Soły w Ujsołach. Grzbiet ten w całości położony jest na terenie Polski. Pomiędzy Wielką Rycerzową a Małą Rycerzową znajduje się trawiasta Przełęcz pod Rycerzową (także Przełęcz Halna, 1165 m). Są trzy grzbiety, są więc i trzy doliny między nimi. Spływają nimi trzy potoki: Cicha, Dziobaki i Majovsky potok.
Wielka Rycerzowa znajduje się w granicach miejscowości Soblówka w województwie śląskim, w powiecie żywieckim, w gminie Ujsoły.

## Opis szczytu
Na wierzchołku Wielkiej Rycerzowej znajduje się punkt triangulacyjny. Z samego szczytu, który jest częściowo porośnięty lasem, widoki są tylko wycinkowe. Można dostrzec Wielką Raczę i przełęcz Przegibek wraz z Kolonią wsi Rycerka Górna (przysiółkiem Rycerki Górnej) oraz niektóre szczyty Małej Fatry, takie jak Wielki Rozsutec. Najlepsze widoki rozciągają się natomiast z Hali Rycerzowej zajmującej siodło Przełęczy pod Rycerzową i stoki Wielkiej i Małej Rycerzowej. Z hali tej widoczny jest Beskid Śląski, pasmo Lipowskiej i Pilska, a w dalszym planie pasmo Babiej Góry. Dobrym punktem widokowym jest też wychodnia na zachodnim stoku. Na południowych, słowackich stokach Wielkiej Rycerzowej znajduje się pomnik przyrody Vychylovské skálie z osuwiskiem.
Nazwa szczytu wywodzi się od miejscowości Rycerka Dolna i Rycerka Górna (dawniej Rycerka), które prawdopodobnie były własnością rycerską. Nazwę tej wsi oraz szczytu wymienia Andrzej Komoniecki w dziele Chronografia albo Dziejopis Żywiecki.

## Szlaki piesze na Wielką Rycerzową
z Rycerki – przez Mładą Horę – do Bacówki na Rycerzowej. Średni czas przejścia 4 h,
 z Soblówki do Bacówki na Rycerzowej. Średni czas przejścia 1,5 h,
 z Soblówki do Bacówki na Rycerzowej. Średni czas przejścia 1,5 h,
 z Soblówki (PKS) – przez przełęcz Przysłop – później żółtym – do Bacówki na Rycerzowej. Średni czas przejścia 2,5 h,
 z Ujsół (PKS) – przez Muńczoł – do Bacówki na Rycerzowej. Średni czas przejścia 3 h,
 z Soli (PKP i PKS) – przez przełęcz Przegibek – później szlak niebieski lub czerwony. Średni czas przejścia 5,5 h,
 z Kolonii (PKS) – przez Przegibek, później szlak niebieski lub czerwony. Średni czas przejścia 3 h,
 z Glinki (PKS). Średni czas przejścia 2,5 h,
 ze Zwardonia (PKP i PKS) – przez Wielką Raczę. Średni czas przejścia 10 h,